# スイスの空港の一覧
スイスの空港の一覧を示す。

## 空港
| 都市                                                     | ICAO       | IATA          | 空港名                                       | 地理座標                                                         |
| 公共空港                                                 | 公共空港   | 公共空港      | 公共空港                                     | 公共空港                                                         |
| -------------------------------------------------------- | ---------- | ------------- | -------------------------------------------- | ---------------------------------------------------------------- |
| アンブリ / ピオッタ                                      | LSPM       |               | アンブリ空港                                 | 北緯46度30分47秒 東経08度41分22秒 / 北緯46.51306度 東経8.68944度 |
| バーゼル / ミュルーズ / フライブルク・イム・ブライスガウ | LFSB, LSZM | BSL, MLH, EAP | ユーロエアポート・バーゼル＝ミュールーズ空港 | 北緯47度35分24秒 東経07度31分45秒 / 北緯47.59000度 東経7.52917度 |
| ベルン / ベルプ                                          | LSZB       | BRN           | ベルン空港                                   | 北緯46度54分44秒 東経07度29分57秒 / 北緯46.91222度 東経7.49917度 |
| ベー                                                     | LSGB       |               | ベー空港（Bex Airport）                      | 北緯46度15分31秒 東経06度59分09秒 / 北緯46.25861度 東経6.98583度 |
| ビルアー / ルプフィヒ                                    | LSZF       |               | ビルアー空港                                 | 北緯47度26分37秒 東経08度14分02秒 / 北緯47.44361度 東経8.23389度 |
| エキュヴィラン                                           | LSGE       |               | エキュヴィラン空港                           | 北緯46度45分19秒 東経07度04分31秒 / 北緯46.75528度 東経7.07528度 |
| ブオクス                                                 | LSZC       | BXO           | ブオクス空港                                 | 北緯46度58分28秒 東経08度23分49秒 / 北緯46.97444度 東経8.39694度 |
| ジュネーヴ                                               | LSGG       | GVA           | ジュネーヴ空港                               | 北緯46度14分18秒 東経06度06分34秒 / 北緯46.23833度 東経6.10944度 |
| グリュイエール郡                                         | LSGT       |               | グリュイエール空港                           | 北緯46度35分41秒 東経07度05分39秒 / 北緯46.59472度 東経7.09417度 |
| グレンヘン                                               | LSZG       |               | グレンヘン空港                               | 北緯47度10分53秒 東経07度25分01秒 / 北緯47.18139度 東経7.41694度 |
| インターラーケン / マッテン・バイ・インターラーケン      | LSMI       |               | インターラーケン空港                         | 北緯46度40分35秒 東経07度52分44秒 / 北緯46.67639度 東経7.87889度 |
| ラ・ショー＝ド＝フォン                                   | LSGC       |               | レゼプラチュール空港                         | 北緯47度05分02秒 東経06度47分34秒 / 北緯47.08389度 東経6.79278度 |
| ローザンヌ / ブレシェレット                              | LSGL       |               | ローザンヌ空港                               | 北緯46度32分43秒 東経06度37分00秒 / 北緯46.54528度 東経6.61667度 |
| ロカルノ                                                 | LSZL       |               | ロカルノ空港                                 | 北緯46度09分55秒 東経08度52分40秒 / 北緯46.16528度 東経8.87778度 |
| ルガーノ / アーニョ                                      | LSZA       | LUG           | ルガーノ空港                                 | 北緯46度00分13秒 東経08度54分37秒 / 北緯46.00361度 東経8.91028度 |
| ヌーシャテル / コロンビエ                                | LSGN       |               | ヌーシャテル空港                             | 北緯46度57分27秒 東経06度51分54秒 / 北緯46.95750度 東経6.86500度 |
| ザーネン / グシュタード                                  | LSGK       |               | ザーネン空港                                 | 北緯46度29分11秒 東経07度14分49秒 / 北緯46.48639度 東経7.24694度 |
| シオン                                                   | LSGS       | SIR           | シオン空港                                   | 北緯46度13分11秒 東経07度19分36秒 / 北緯46.21972度 東経7.32667度 |
| ザンクト・ガレン / タール                                | LSZR       | ACH           | ザンクト・ガレン＝アルテンハイン空港         | 北緯47度29分08秒 東経09度33分40秒 / 北緯47.48556度 東経9.56111度 |
| サンモリッツ / サメーダン                                | LSZS       | SMV           | エンガディン空港                             | 北緯46度32分02秒 東経09度53分02秒 / 北緯46.53389度 東経9.88389度 |
| ザンクト・シュテファン                                   | LSTS       |               | ザンクト・シュテファン空港                   | 北緯46度29分53秒 東経07度24分41秒 / 北緯46.49806度 東経7.41139度 |
| チューリッヒ / クローテン                                | LSZH       | ZRH           | チューリッヒ空港                             | 北緯47度27分53秒 東経08度32分57秒 / 北緯47.46472度 東経8.54917度 |